# Proechimys hoplomyoides
Proechimys hoplomyoides (голчастий щур Гвіани) — вид гризунів родини щетинцевих, який зустрічається на південному сході Венесуели і прилеглих районах, Гаяни та Бразилії. Типове середовище проживання: гора Рорайма в Боліварі, Венесуела, знаходиться на висоті 2000 м над рівнем моря. 

## Етимологія
Вид названо за назвою Гвіанського нагір'я.

## Загрози та охорона
Загрози для цього виду, якщо такі є, невідомі. Не відомо, щоб цей вид перебував на будь-якій природоохоронній території.